# غريغوري بيرلمان
غريغوري ياكوفليفيش بيرلمان (اللغة الروسية: Григорий Яковлевич Перельман),ولد 13 يونيو 1966 لعائلة يهودية بسانت بطرسبرغ يعرف أيضاً باسم كريشا بيريلمان وهو عالم رياضيات، فاجأ العالم بتمكنه من حل القضية الرياضية المعروفة باسم حدسية بوانكاريه المعقدة بشكل هائل. وكنتيجة لذلك رشح لنيل وسام فيلدز, ولكنه رفضها مبرراً ذلك بأنه لم يشعر يوماً بأنه ينتمي إلى هذا المجتمع، حتى بعد المحاولات المضنية من جون بول، رئيس الاتحاد الدولية للرياضيات.
في 18 مارس، 2010 أعلن أنه قد وافقته المعايير التي بموجبها يستحق أولى جوائز القرن الواحد والعشرين،  والتي بلغت مليون دولار أمريكي لحله حدسية بوانكاريه، إلا أنه اعتذر بإعادتها في الأول من يوليو 2010 معللا السبب بأن مساهمته في إثبات حدسية بوانكاريه لم تكن أفضل من محاولة الرياضياتي الأمريكي ريتشارد هاميلتون، والذي أقترح برنامجاً لحلها في البداية، حيث قال «إن السبب الرئيس هو عدم اتفاقي مع المجتمع الرياضياتي المنتخب. لا أرغب بقراراتهم، أعتبرهم غير منصفين.»
فاز في 1996 بإحدى جوائز جمعية الرياضيات الأوروبية العشرة المرموقة.